# フラビオ・エンリケ・デ・パイバ・カンポス
フラビオ・カンポスこと、フラーヴィオ・エンリケ・ジ・パイヴァ・カンポス（Flávio Henrique de Paiva Campos、1965年8月29日 - ）は、ブラジル出身の元プロサッカー選手、サッカー指導者。現役時代のポジションはミッドフィールダー。日本での登録名はフラビオ。

## 来歴

### 選手時代
1993年に開幕したJリーグでは、釜本邦茂に能力を買われ、釜本が監督を務めるガンバ大阪に1994年まで所属。レギュラーとしてプレーし、守備的MF（ボランチ）ながら2年間でリーグ戦、カップ戦で計17ゴールを挙げた。当時の背番号は固定性ではなかったが、出場時には常に「5」を付けていた。1994年シーズン限りでの釜本の監督解任により、チームを去ることとなったが、天皇杯でもゴールを決めるなど最後まで活躍した。
その後、1996年には京都パープルサンガでもプレーしたが、控えとなり11試合の出場に留まった。

### 指導者として
ブラジル帰国後、1999年に現役を引退。2002年にサンパウロ州のECキンゼ・デ・ノヴェンブロで監督としてのキャリアをスタートさせる。

## 個人成績
| 国内大会個人成績 | 国内大会個人成績 | 国内大会個人成績 | 国内大会個人成績 | 国内大会個人成績 | 国内大会個人成績 | 国内大会個人成績 | 国内大会個人成績 | 国内大会個人成績 | 国内大会個人成績 | 国内大会個人成績 | 国内大会個人成績 |
| 年度             | クラブ           | 背番号           | リーグ           | リーグ戦         | リーグ戦         | リーグ杯         | リーグ杯         | オープン杯       | オープン杯       | 期間通算         | 期間通算         |
| 年度             | クラブ           | 背番号           | リーグ           | 出場             | 得点             | 出場             | 得点             | 出場             | 得点             | 出場             | 得点             |
| 日本             | 日本             | 日本             | 日本             | リーグ戦         | リーグ戦         | リーグ杯         | リーグ杯         | 天皇杯           | 天皇杯           | 期間通算         | 期間通算         |
| ---------------- | ---------------- | ---------------- | ---------------- | ---------------- | ---------------- | ---------------- | ---------------- | ---------------- | ---------------- | ---------------- | ---------------- |
| 1993             | G大阪            | -                | J                | 23               | 4                | 5                | 1                | 2                | 0                | 30               | 5                |
| 1994             | G大阪            | -                | J                | 35               | 5                | 3                | 3                | 4                | 4                | 42               | 12               |
| 1996             | 京都             | -                | J                | 11               | 1                | 0                | 0                | 0                | 0                | 11               | 1                |
| 通算             | 日本             | 日本             | J                | 69               | 10               | 8                | 4                | 6                | 4                | 83               | 18               |
| 総通算           | 総通算           | 総通算           | 総通算           | 69               | 10               | 8                | 4                | 6                | 4                | 83               | 18               |